# لبی‌شدگی
لَبی‌شدگی (انگلیسی: Labialization) یک پدیده آوایی است که در آن هنگام تولید یک همخوان یا واکه، لب‌ها گرد یا جمع می‌شوند و به سمت جلو حرکت می‌کنند. این حرکت باعث تغییر در کیفیت صدای همخوان یا واکه می‌شود.
مثال‌ها:
- در زبان فارسی: تلفظ حرف "و" در کلماتی مانند "بو" یا "تو" که در آن لب‌ها گرد می‌شوند.
- در زبان انگلیسی: تلفظ "w" در کلماتی مانند "wet" یا "sweet" که در آن لب‌ها گرد می‌شوند.

## توضیح
یک مختصهٔ تولید دومین در آواها در برخی زبان‌هاست. آواهای لبی‌شده لب‌ها را در حالی که باقی حفرهٔ دهانی آوایی دیگر را تولید می‌کند، درگیر می‌کنند. این اصطلاح به‌طور معمول محدود به همخوان‌هاست. وقتی واکه‌ها لب‌ها را درگیر می‌کنند، به آن‌ها گردشده می‌گویند. رایج‌ترین گونهٔ همخوان‌های لبی‌شده، همخوان نرم‌کامی لبی‌شده است. اغلب آواهای لبی‌شدهٔ دیگر نیز هم‌زمان دارای نرم‌کامی‌شدگی هستند.
در واج‌شناسی ممکن است لبی‌شدگی به گونه‌ای از فرایند همگونی نیز اشاره داشته باشد.
انواع لبی‌شدگی:
- لبی‌شدگی اولیه: همخوان یا واکه به صورت ذاتی و در تمام موقعیت‌ها لبی‌شده تلفظ می‌شود.
- لبی‌شدگی ثانویه: همخوان یا واکه در برخی موقعیت‌های خاص، مثلاً در مجاورت برخی حروف دیگر، لبی‌شده تلفظ می‌شود.

## اهمیت
لبی‌شدگی می‌تواند نقش مهمی در تمایز بین واج‌های مختلف در یک زبان داشته باشد. به عنوان مثال، در برخی زبان‌ها، وجود یا عدم وجود لبی‌شدگی می‌تواند معنای کلمات را تغییر دهد.

## وقوع
لبی‌شدگی رایج‌ترین تولید دومین در زبان‌های جهان است. این پدیده در زبان‌های قفقازی شمال غربی (مانند زبان آدیغی)، زبان‌های آتاباسکی و زبان‌های سالیش) دیده می‌شود. این تمایز همچنین برای زبان نیاهندواروپایی، نیای مشترک زبان‌های هندواروپایی، بازسازی شده است و در لاتین و برخی از زبان‌های رومی باقی مانده است. همچنین در زبان‌های زبان‌های کوشی و زبان‌های سامی اتیوپیایی نیز یافت می‌شود.
انگلیسی آمریکایی /r, ʃ, ʒ, tʃ, dʒ/ را درجات مختلف لبی می‌کند.
تعداد کمی از زبان‌ها، از جمله آررنته و امبا، اشکال لبی‌شده متمایز برای تقریباً همه همخوان‌های خود دارند.
در بسیاری از زبان‌های سالیش، مانند کلالام، همخوان‌های نرم‌کامی فقط در شکل‌های لبی‌شده خود ظاهر می‌شوند (به جز /k/، که در برخی از وام‌واژه‌ها رخ می‌دهد). با این حال، همخوان‌های زبان‌کوچک به وفور لبی‌شده و بدون گردشدگی رخ می‌دهند.

## انواع
از ۷۰۶ فهرست زبان بررسی شده توسط Ruhlen (1976)، لبی‌شدگی اغلب با بخش‌های همخوان نرم‌کامی (۴۲٪) و همخوان ملازی (۱۵٪) و کمتر با بخش‌های همخوان دندانی و همخوان لثوی رخ داده است. با همخوان‌های غیرپشتی، لبی‌شدگی ممکن است شامل نرم‌کامی‌شدگی نیز باشد. لبی‌شدگی به گرد کردن لب محدود نمی‌شود. شیوه‌های تلفظ زیر یا به عنوان لبی‌شدگی توصیف شده‌اند یا به عنوان تحقق‌های واجگونه از لبی‌شدگی نمونه اولیه یافت شده‌اند:
- سایشی لبی‌دندانی، که در زبان آبخازی یافت می‌شود.[۱]
- بسته شدن کامل دولبی، [d͡b, t͡p, t͡pʼ]، که در آبخازی و اوبیخ یافت می‌شود.[۱]
- «لبی‌شدگی» (/w/، /ɡʷ/، و /kʷ/) بدون گرد کردن (بیرون‌زدگی) قابل توجه لب‌ها، که در زبان‌های ایروکویی یافت می‌شود. ممکن است که آنها گردشدگی واکه باشند.
- گرد کردن بدون نرم‌کامی‌شدگی، که در زبان شونا یافت می‌شود. و در گویش بزیب از زبان آبخازی.

آررنته شرقی در همه جایگاه تولید و شیوه تولید لبی‌شدگی دارد. این از نظر تاریخی از مصوت‌های گرد مجاور ناشی می‌شود، همان‌طور که در مورد زبان‌های قفقازی شمال غربی نیز وجود دارد. زبان مارشالی همچنین دارای لبی‌شدگی واجی به عنوان تولید دومین در همه مکان‌های تولید به جز همخوان لبی‌ها و همخوان تیغه‌ای گرفته‌ها است.
در آمریکای شمالی، زبان‌هایی از تعدادی از خانواده‌ها دارای صداهایی هستند که بدون مشارکت لب‌ها، لبی‌شده به نظر می‌رسند (و مصوت‌هایی که گرد به نظر می‌رسند). برای مثال به زبان تیلاموک مراجعه کنید.

### پیش‌لبی‌شدگی
در زبان اسلوونیایی، صداها را می‌توان پیش‌لبی کرد. علاوه بر این، این تغییر واج‌گونه است و همه واج‌ها دارای جفت‌های پیش‌لبی‌شده هستند (اگرچه همه آواهای آنها نمی‌توانند جفت داشته باشند). مقایسه کنید stati 'ایستادن' [ˈs̪t̪àːt̪í] و vstati 'بلند شدن' [ˈʷs̪t̪àːt̪í]. با این حال، بخش پیش‌لبی‌شدگی معمولاً به عنوان بخشی از همان واج صدای پیش‌لبی‌شده در نظر گرفته نمی‌شود، بلکه به عنوان یک آوای /ʋ/ در نظر گرفته می‌شود زیرا بسته به محیط تغییر می‌کند، به عنوان مثال vzeti 'گرفتن' [ˈʷz̪èːt̪í] و povzeti 'خلاصه کردن' [pou̯ˈz̪èːt̪í].

## رونویسی
در الفبای آوانگاری بین‌المللی، لبی‌شدگی همخوان‌های نرم‌کامی با اصلاح‌کننده w بالا نشان داده می‌شود [ʷ] (یونی‌کد U+02B7)، مانند /kʷ/. (در جاهای دیگر این علامت دیاکریتیک به‌طور کلی نشان دهنده لبی‌شدگی و نرم‌کامی‌شدگی همزمان است. همچنین علائم دیاکریتیک، به ترتیب [ɔ̹], [ɔ̜]، برای نشان دادن درجات بیشتر یا کمتر گردشدگی وجود دارد. اینها معمولاً با مصوت‌ها استفاده می‌شوند اما ممکن است با صامت‌ها نیز رخ دهند. به عنوان مثال، در زبان‌های آتاباسکی زبان هوپا، سایشی‌های نرم‌کامی بی‌واک سه درجه لبی‌شدگی را تشخیص می‌دهد، که یا /x/, /x̹/, /xʷ/ یا /x/, /x̜ʷ/, /xʷ/ رونویسی می‌شود.
اگر دقت مد نظر باشد، شیوه‌های تلفظ در آبخازی و اوبیخ را می‌توان با سایشی یا لرزشی مناسب با نشانه‌های زیروزبری رونویسی کرد: [tᵛ]، [tᵝ]، [tʙ]، [tᵖ].
برای لبی‌شدگی ساده، Ladefoged & Maddieson (1996) یک نماد قدیمی IPA را احیا کردند، [ ̫]، که بالای حرفی با پایین‌رونده مانند ɡ قرار می‌گیرد. با این حال، مثال اصلی آنها Shona 'sv' و 'zv' است، که آنها را /s̫/ و /z̫/ رونویسی می‌کنند، اما در واقع به نظر می‌رسد صفیری هستند، بدون اینکه لزوماً لبی شوند. یکی دیگر از احتمالات استفاده از دیاکریتیک IPA برای گرد کردن است، برای مثال تمایز لبی‌شدگی در انگلیسی soon [s̹] و [sʷ] swoon. گرد کردن باز انگلیسی /ʃ/ نیز بدون نرم‌کامی است.

## همگون‌سازی
لبی‌شدگی همچنین به نوع خاصی از فرآیند همگون‌سازی اشاره دارد که در آن یک صدای معین به دلیل تأثیر صداهای لبی همسایه، لبی می‌شود. به عنوان مثال، /k/ ممکن است در محیط /o/ به /kʷ/ تبدیل شود، یا /a/ ممکن است در محیط /p/ یا /kʷ/ به /o/ تبدیل شود.
در زبان‌های قفقازی شمال غربی و همچنین برخی از زبان‌های بومی استرالیا، گرد کردن از مصوت‌ها به صامت‌ها منتقل شده و طیف وسیعی از صامت‌های لبی‌شده را تولید کرده و در برخی موارد تنها دو مصوت واجی باقی مانده است. به نظر می‌رسد که این مورد در اوبیخ و آررنته شرقی بوده است، برای مثال. صداهای مصوت لبی معمولاً هنوز باقی می‌مانند، اما فقط به عنوان آواهای مجاور صداهای صامت لبی که اکنون وجود دارند.